# Colegios Comunitarios de Chicago

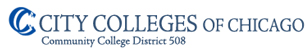
Logotipo o encabezado principal de los Colegios Comunitarios de Chicago desde 2009

Los Colegios Comunitarios de Chicago (City Colleges of Chicago) es el distrito de colegios comuntarios de Chicago, Illinois, Estados Unidos. Tiene su sede en el Chicago Loop. Los colegios comuntarios del distrito son Richard J. Daley College, Kennedy-King College, Malcolm X College, Olive-Harvey College, Harry S. Truman College, y Wilbur Wright College.